# Ensemble 2000
Ensemble 2000, nu kaldet Scenatet, er et ensemble oprettet i 1992 på foranledning af komponist Karl Aage Rasmussen. En gruppe unge komponister og musikere tilknyttet Det Jyske Musikkonservatorium i Aarhus dannede Ensemble 2000 med The Elsinore Players, som forbillede. Begge ensembler bestod af fløjte, klarinet, klaver, guitar, slagtøj, violin og cello. Ensemble 2000 bestilte og uropførte mere end 50 værker af unge danske og udenlandske komponister og udviklede sig til en af hjørnestenene i både det århusianske og det landsdækkende miljø for samtidsmusik.

## Scenatet
Ved udgangen af 2007 besluttedes det at omdøbe og transformere ensemblet til Scenatet. Formålet med dette var, at have et ensemble som kunne være mere vidtspændende i kraft af møder på tværs af faggrupper og mellem forskellige kulturelle nicher.
Scenatets plastiske sammensætning gør, at de kan udforske og udfordre de gængse koncertrammer. Det gør de ved, at være samlingspunkt for en række aktører, der på forskellig vis kan bidrage til at gøre musikken til mere end et lydunivers og oplevelsen til mere end en koncert.
Scenatets virke er fokuseret på projekter, hvor de arbejder sammen med talenter inden for den samtidige musik- og kunstscene.